# Фарисеї
Фарисе́ї (івр. פְּרוּשִׁים, перушім, прушім — «відокремлені») — спочатку релігійно-національна, а пізніше суспільно-політична течія у Юдеї в епоху Другого Храму (530 до н. е — 70 р.). Фарисеї були однією з трьох давньоєврейських філософських шкіл, поряд із садукеями та єсеями, що вийшли на перший план політичного життя в епоху Маккавеїв (з 167 р. до н. е.), хоча виникнення фарисейського вчення може бути датовано часом Ездри (бл. VI ст. до н. е.). Вчення фарисеїв лежить в основі Галахи і сучасного ортодоксального юдаїзму.
Фарисеї визнавали не тільки писаний закон Мойсея, але й «Закон усний», що об'єднував незліченні приписи й перекази, які нагромадились від законовчителів і часто ставили його  вище за писаний на противагу садукеям, які визнавали тільки закон Мойсея.
У Новому Завіті фарисеї часто критикуються як лицеміри (Мт. 23:25,26), що в багатьох мовах стало узагальненим позначенням людей, які критикують за найменші дрібниці, втрачаючи при цьому зв'язок зі змістом загалом.

## Історичне тло
Повстання Маккавеїв проти проеллінської політики правителів Юдеї — Селевкідів мало успіх головним чином завдяки юдейському рухові асидеїв (івр. חסידים), що виник у часи Антіоха IV Епіфана (175 до н. е. — 164 до н. е.). З цього руху й утворилися різноманітні єврейські угруповання. Йосип Флавій поряд із фарисеями називає садукеїв, єсеїв та різні групи опору — зелоти, сікарії. Проте жодна з цих груп не представляла в ті часи більшість єврейського народу.
Коли до правління Юдеєю прийшла династія Хасмонеїв, яка походила з Маккавеїв, фарисеї та садукеї виходять на перший план суспільно-релігійного життя. Однак еллінізм швидко проникав у юдейську державу, і Хасмонеї не могли уникнути політичних зв'язків з ним та стримати вплив поганської цивілізації на юдейську землю. Ці зв'язки здавалися асидеям політичною поразкою та релігійним відступництвом, тож вони помалу не тільки відступили від Хасмонеїв, а й стали їхніми ворогами. Ставши в опозицію, асидеї назвалися «відокремлені», арамейською — перішайя (фарисеї). Їхні противники, що представляли переважно верхні аристократично-священницькі верстви і походили здебільшого зі священників, назвались садукеями — від імені Садок, — далекого предка однієї зі священницьких родин. Конфлікти між ними виникали на підставах їхнього походження та сприймання еллінської культури, як і багатьох питань віри.
Позиція та віровчення фарисеїв історично змінювалися й розвивалися. Однак перші писемні передання фарисеїв відомі з I ст. н. е. в записах фарисейських рабинів того часу — Гіллеля і Шаммая.

## Вчення фарисеїв
Фарисеї стояли осторонь від того всього, що не було юдейське і з тої причини не релігійне і нечисте, бо юдаїзм, релігія і законна чистота, були ідеями, що практично не могли бути відділеними одна від одної. Для фарисеїв Тора не була основною частиною юдаїзму, тобто національно-релігійного статуту. З нею поряд існував ширший, важливіший «Закон усний», що обіймав незліченні приписи та передання. Цей закон складався із величезного матеріалу, він охоплював усі сторони життя — від приватного до релігійного, від миття посуду та таких питань «чи можна їсти овоч що сам упав з дерева?» до приписів про приношення жертв. Тобто у ньому був розділ розповідального характеру (гаґґада) та система практичних приписів (галака).
З часом учителі закону, книжники, упорядкували цей матеріал і він набрав ваги більшої ніж сама Тора.
Згідно з фарисейською доктриною, Тора, яку Бог дав Мойсею, включала як Письмовий, так і Усний Закони: Божественні одкровення, зафіксовані в П'ятикнижжі, доповнені та роз'яснені пророками і усною традицією, їх слід тлумачити відповідно до екзегетичних норм законовчителів кожного покоління.
Таким чином, за фарисеями, закони Тори слід розуміти відповідно до тлумачень законовчителів, яких Бог наділив розумом для того, щоб вони інтерпретували ці закони. Маючи таке правило, фарисеям вже не можна було нічого закинути, і вони могли видавати закони такі які вони хотіли, засновуючи кожен свій припис на усному законі.
У Талмуді, що в основному є переписом цієї традиції, знаходимо вислови: «Більшу силу мають слова книжників від слів Тори», отож — «гіршим є іти проти слів книжників, ніж проти слів Тори» (Санедрін, ХІ,3).
Йосип Флавій у своєму творі Юдейська війна передає нам про фарисеїв наступне: 
Три головних питання вивчали фарисеї у Законі — суботній відпочинок, виплата десятин та обрядова чистота. Крім тих досліджувалось багато інших практичних справ. Ті питання вивчалися та вони дискутували про них. Метода науки була така: спочатку вивчались сентенції вже написані й утвердженні у традиції, а потім говорилося про їх застосування, розповсюдження та розвиток. В такій методі явно була небезпека формалізму і дріб'язковості питань, багато тонкостей, умовностей, розрізнень, а мало духу.
В історії не залишилося жодних письмових документів фарисеїв часів Другого Храму. У часи після Йосипа Флавія питання юдейського закону (Шлюб, Шаббат, Приписи чистоти) стали важливішими ніж питання описані Флавієм. Дискусії цього роду тривають і до сьогодні. Юдейські писання (Талмуд, Мішна) майже не дотикаються питань богословського характеру, а охоплюють лише інтерпретацію законів.
Найбільшим впливом фарисеїв на юдейське суспільство того часу було його переорієнтування від життя Храму до буденного життя із його освяченням та практикуванням у ньому юдейських приписів. Відхід від служби у храмі як центральної ідеї та священництва означало одночасно і наголос на деталях. Соціальна справедливість, єдність людей а також очікування на вивільнення єврейського народу, ставали ядром вчення рабинів. Основою для такого життя яке було направлене на досягнення цієї мети складала галака (шлях), тобто зібрання законів які виведені із священного письма. За часів другого храму, фарисеї не наполягали щоб усі юдеї слідували їх вченню. Однак, як і кожний суспільно-релігійний рух, вони вважали що лише вони представляють правду і не допускали домішок інших вчень. У суспільстві проте відбувалась постійна дискусія між різноманітними рухами про коректний виклад законів. Після зруйнування храму завершується і існування цих рухів. Рабини починають уникати також і назви фарисеї. Дискусія про виклад законів однак досягає свого розквіту у IV та V століттях, коли у Палестині та Вавилоні виникли дві основні версії Талмуду. Сам Талмуд є фактично плодом дискусії двох фарисейських шкіл — Гілеля та Шаммаля. Думки цих рабінів визначили напрям дискусії на наступні століття.

## Фарисеї і християнство

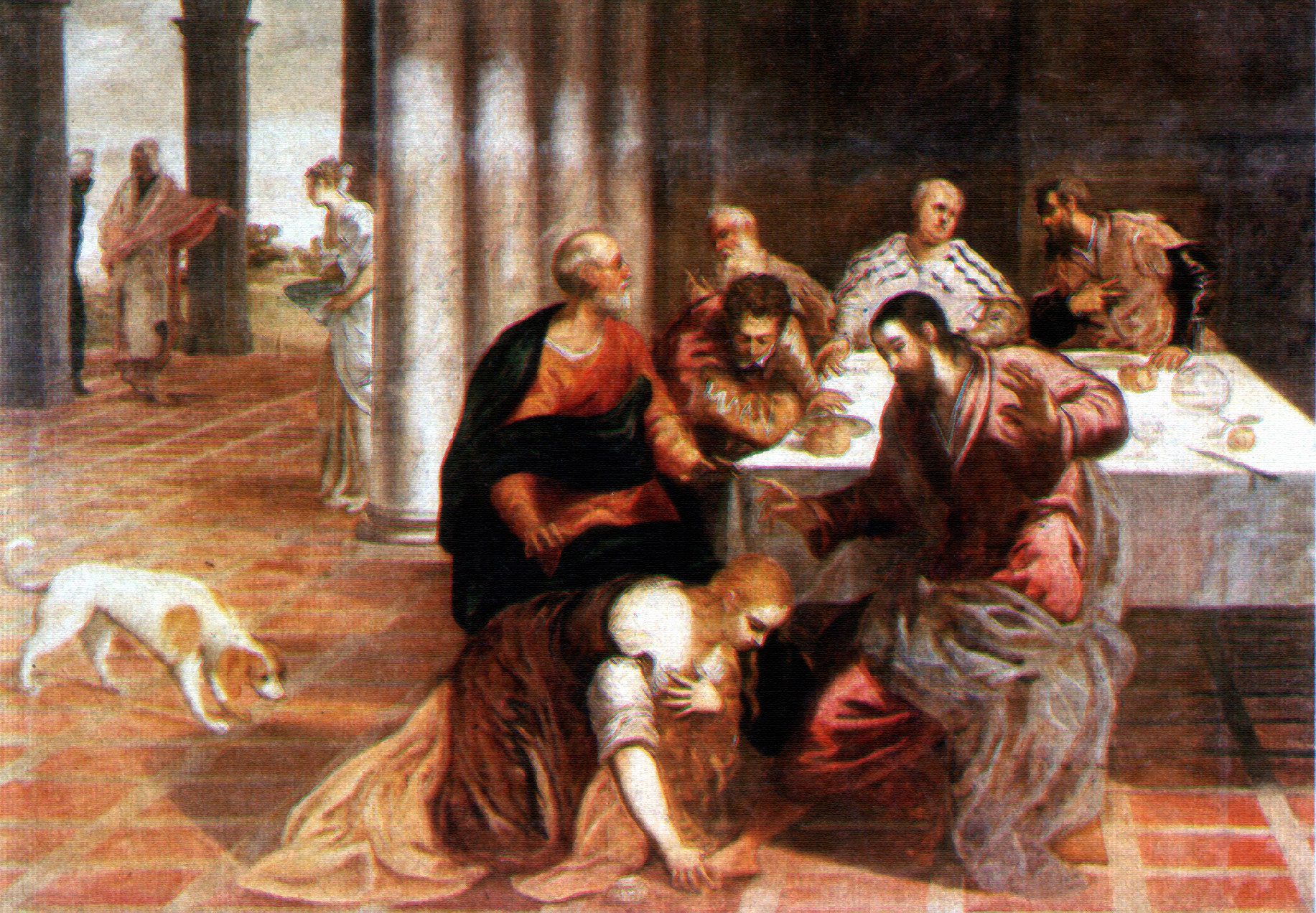
Христос у будинку фарисея, Тінторетто

Новий Заповіт є найціннішим джерелом інформації про фарисеїв першої половини І століття. У ньому показані фарисеї як противники Ісуса з Назарету, так і його важливі партнери у дискусії.
Ісус був у дружніх відносинах з фарисеями такими як Симон, Никодим, Йосип з Ариматеї, а апостол Павло хоч і проголошує скасування єврейського закону, каже, що він — «єврей з євреїв, фарисей за законом» (Филип., 3,5). Проте найсуворіші догани Ісус все-таки звертає на фарисеїв, а не на садукеїв. Між фарисеями знайшлись найзапекліші противники його післанництва. Розділ 23 у Євангелії від Матвія — це формальне Ісусове обвинувачення фарисеїв із наведенням точних й докладних фактів.
У свою чергу знаходимо у Євангеліях також численні звинувачення фарисеїв до Ісуса Христа, які відкривають нам світ їхнього вчення та уявлень:
- Вони обурюються тим, що Ісус зцілює в усі дні, навіть у суботу.
- Звинувачують Ісуса в богохульстві після того, як він сказав розслабленому хворому: «Прощаються тобі гріхи твої».
- Коли Ісус став виганяти злих духів, деякі з фарисеїв стверджують, що він виганяє демонів силою Вельзевула.
- Питають учнів Ісуса, чому їх учитель їсть із митниками та грішниками.
- Разом з учнями Івана Хрестителя запитують Ісуса, чому його учні не постять в той час, як вони постять багато.
- Коли учні Ісуса зривали колосся в суботній день, питали Ісуса, чому вони не дотримуються суботи.
- Питають Ісуса, чому його учні не дотримуються передання старших і їдять хліб немитими руками.
- Намагаються каменувати Ісуса, коли Ісус назвався Іменем Бога — «Я є» («I am»(engl.), JHVH(євр.))."Ісус їм відказав: Поправді, поправді кажу вам: Перш, ніж був Авраам, Я є..(Ів. 8:58)"

Ще на початку проповіді Івана Хрестителя та Ісуса Христа фарисеї зображені в Євангеліях як одні з основних їхніх критиків.
Вони навіть відправляють делегацію до Івана Хрестителя з питанням, на якій підставі той хрестить, не будучи ні Месією, ні Ілією, ні пророком. На всі ці, зведені у рамки неживого формалізму питання, знаходимо гідну відповідь з уст Ісуса.
Унаслідок частого викриття Ісусом показного і демонстративного благочестя фарисеїв, поняття «фарисейство» в християнстві та й у сучасному суспільстві часто вживається як синонім лицемірства.
Критикуючи демонстративне благочестя, Ісус закликав фарисеїв до внутрішнього очищення: «Горе вам, книжники та фарисеї, лицеміри, що чистите зовнішність кухля та миски, а всередині повні вони здирства й кривди! Фарисею сліпий, очисти перше середину кухля, щоб чистий він був і назовні!» (Мт. 23:25,26).
Коли його таємно відвідав впливовий фарисей Никодим, один начальник юдейський, Ісус адресував саме йому ці слова: «Поправді, поправді кажу Я тобі: Коли хто не народиться згори, то не може побачити Божого Царства.»(Ів. 3:3).
Згодом багато хто і з начальників увірували в Ісуса — «Проте багато-хто навіть із старших у Нього ввірували, та не признавались через фарисеїв, щоб не вигнано їх із синагоги.» (Ів. 12:42).
А сам Никодим пізніше на зборах фарисеїв висловлювався на захист Ісуса: "Хіба судить Закон наш людину, як перше її не вислухає, і не дізнається, що вона робить? "(Ів. 7:51) і пожертвував на похорон Ісуса склад з смирни і алое (Ів. 19:39).
Іншим розбіжністю Ісуса з деякими з фарисеїв було ставлення до багатства.
Серед фарисеїв, як і серед інших юдеїв, було поширене уявлення, що багатство є свідченням прихильності Бога до людини, в той час як Ісус навчав: «Жоден раб не може служить двом панам, бо або одного зненавидить, а другого буде любити, або буде триматись одного, а другого знехтує. Не можете Богові й мамоні служити! Чули все це й фарисеї, що були сріблолюбці, та й стали сміятися з Нього. Він же промовив до них: Ви себе видаєте за праведних перед людьми, але ваші серця знає Бог. Що бо високе в людей, те перед Богом гидота.»(Лк. 16:13–15).
У своїй подальшій притчі Ісус зобразив найбагатшого в пеклі, а жебрака Лазаря, який «..бажав годуватися крихтами, що зо столу багатого падали» — на лоні Авраама Лк. 16:19–31).
Матеріальне багатство у вченні Ісуса не має великої цінності, а бажання до множення багатства являє собою небезпеку для людини — «Глядіть, остерігайтеся всякої зажерливости, бо життя чоловіка не залежить від достатку маєтку його.» Лк. 12:15).
Багатство може бути перешкодою в служінні ближнім (історія з багатим юнаків у (Мт. 19:16–24). За словами Ісуса — « Верблюдові легше пройти через вушко голки, ніж багатому в Боже Царство ввійти!» (Мт. 19:24). Тому він закликав не до накопичення багатства, а до благодійності: продавайте достатки свої й дайте милостиню (Лк. 12:33).
При цьому він говорив — коли твориш милостиню, не сурми перед собою, як це роблять лицеміри по синагогах та вулицях, щоб хвалили їх люди (Мт. 6:2). Його слова про лицемірів в синагогах могли розглядатися також як прямий натяк на фарисеїв, оскільки книжники-фарисеї користувалися значним впливом у синагогах.